# Tom Grace
Pour les articles homonymes, voir Grace.
Thomas Oliver Grace est né le 24 octobre 1948 à Dublin (Irlande). Joueur de rugby à XV, il joue avec l'équipe d'Irlande de 1972 à 1978 au poste d'ailier.

## Carrière
Il honore sa première cape internationale le 29 janvier 1972, à l’occasion d’un match contre la France dans le cadre du Tournoi des Cinq Nations et son dernier le 21 janvier 1978 contre l'Écosse.
Tom Grace fait partie de l'équipe d'Irlande qui gagne le Tournoi des Cinq Nations en 1973 et en 1974, sous la conduite de son capitaine Willie-John McBride.
Il est huit fois capitaine de l'équipe nationale.

## Palmarès
- 25 sélections
- 24 points
- 6 essais
- Sélections par année : 2 en 1972, 4 en 1973, 4 en 1974, 4 en 1975, 6 en 1976, 4 en 1977, 1 en 1978
- Sept Tournois des Cinq Nations disputés : 1972, 1973, 1974, 1975, 1976, 1977, 1978
- Double vainqueur du Tournoi des Cinq Nations en 1973 (victoire partagée) et en 1974.